# Charlotte Lerg
Charlotte Anna Helena Lerg (* 3. November 1979) ist eine deutsche Historikerin und Hochschullehrerin.

## Leben
Charlotte A. Lerg ist die Tochter der promovierten Publizistin Sabine Schiller-Lerg, geborene Lerg, und des 1932 in Frankfurt am Main geborenen Publizisten und Kommunikationswissenschaftlers Winfried B. Lerg. Im Jahr 2003 schloss sie ihr Studium mit dem Grad M.A. (joint Honours Modern History & Philosophy) an der University of St. Andrews ab. Das Thema ihrer Magisterarbeit lautete Identity and Integration. Attitudes of German Immigrants in the American Revolution. Es folgte 2008 ihre Promotion an der Universität Tübingen. Ihre Dissertation beschäftigte sich mit dem Thema «Nach Nordamerika müssen Sie blicken» Deutsche Amerikaforschung – Wissenschaft und Politik im Vormärz und während der Revolution 1848/49. Im Jahr 2017 folgte ihre Habilitation an der Ludwig-Maximilians-Universität München. Der Titel der Arbeit war: Prestige – Transatlantisch. Die Diplomatie der amerikanischen Universitäten 1890-1920. Lerg erhielt Fellowships sowohl am John W. Kluge Center der Library of Congress als auch am Deutschen Historischen Institut Washington. Sie ist seit 2021 Mitglied des Vorstands der Bayerischen Amerika-Akademie. Seit 2022 betreibt sie zusammen mit Georgios Chatzoudis den Podcast Was wäre gewesen? Der Podcast über Kontrafaktische Geschichte.
Charlotte Lerg vertrat im Wintersemester 2022/2023 die Professur von Heike Bungert an der Universität Münster und übernahm die Vertretung der Professur Geschichte Nordamerikas im Sommersemester 2023 an der Ruhr-Universität Bochum. Sie lehrt amerikanische Kulturgeschichte und Transatlantische Studien am Amerika-Institut der LMU München und ist Direktorin des Lasky Center for Transatlantic Studies. Im Jahr 2025 soll sie eine Gastprofessor an der University of California antreten.
Ihre Forschungsschwerpunkte sind zurzeit visuelles Wissen und Historiographie, kanadische Erinnerungskultur und Fragen der Comic- und Mediengeschichte.

## Veröffentlichungen (Auswahl)

### Monographien
- Universitätsdiplomatie. Wissenschaft und Prestige in den transatlantischen Beziehungen, 1890–1920. Vandenhoeck&Ruprecht, Göttingen, 2019. ISBN 978-3-525-31076-2
- Amerika als Argument. Die Deutsche Amerika-Forschung im Vormärz und ihre politische Deutung in der Revolution 1848/49. Transcript, Bielefeld, 2011. ISBN 978-3-8376-1670-5
- Die Amerikanische Revolution. Francke/Attempto UTB Profile, Tübingen, 2010. ISBN 978-3-8252-3405-8 (Zweite, überarbeitete Auflage 2022. ISBN 978-3-8252-5629-6)

### Herausgeberschaften
- mit Heléna Tóth: Transatlantic Revolutionary Cultures, The Atlantic World, Brill, Leiden, 2017, ISBN 978-90-04-34953-7.
- mit Giles Scott-Smith: Campaigning Culture: The Global Cold War and the Journals of the Congress for Cultural Freedom, Palgrave Macmillan, London, 2017, ISBN 978-1-137-59866-0.[11]
- mit Heike Bungert, Rüdiger Bruch, Martin Kintzinger: Transnationale Universitätsgeschichte, Jahrbuch der Gesellschaft für Universitäts- und Wissenschaftsgeschichte 18, Franz Steiner Verlag, Stuttgart, 2017, ISBN 978-3-515-11613-8.
- mit Michael Kimmage, Susanne Lachenicht: The TransAtlantic Reconsidered. The Atlantic World in Crisis, Manchester UP, Manchester, 2018; 2. Auflage 2020, ISBN 978-1-914197-13-0.
- mit Jana Weiß: The Continuity of Change. Reform Movements in U.S.-History, Sonderheft Amerikastudien/American Studies, Jahrgang 66, Ausgabe 4, Dezember 2021. DOI
- mit Johan Östling, Jana Weiß: Participatory knowledge, Reihe History of intellectual culture: international yearbook of knowledge and society, De Gruyter Oldenbourg, Berlin 2022, ISBN 978-3-11-074861-1.
- The Diary of Lt. Melvin J. Lasky. Into Germany at the End of World War II, Berghahn, New York, Oxford 2022, ISBN 978-1-80073-695-5.